# 柄果槲寄生
柄果槲寄生（学名：Viscum multinerve）为桑寄生科槲寄生属的植物。分布在泰国、越南北部、台湾岛以及中国大陆的云南、福建、广东、贵州、广西等地，生长于海拔200米至1,600米的地区，一般生于锥栗属、柯属、山地常绿阔叶林中和樟树等植物上。

## 别名
寄生茶（广西） 刀叶槲寄生（台湾）